# Karolīne Kronvalde
Karolīne Lizete Kronvalde, née Roloff (2 avril 1836 – 23 octobre 1913) est une professeure et militante féministe lettone. Sa lettre au Baltijas Vēstnesis en 1870 défendant le droit des femmes à l'éducation et à se libérer de l'oppression paternaliste est considérée comme l'étincelle qui a allumé l'activisme et les mouvements des femmes en Lettonie.

## Biographie

### Vie personnelle
Karolīne Lizete Roloff naît le 2 avril 1836 à Legrazmda dans la région de Courlande (Lettonie actuelle) de l'empire Russe. Les possibilités d'éducation pour les filles font défaut pendant son enfance et elle est en grande partie autodidacte.
Elle reçoit un diplôme d'enseignante du gymnase de Jelgava en 1855. Enseignante dans la ville de Durbe en 1860, elle y rencontre son futur mari Atis Kronvalds. Elle le suit dans la ville de Tartu, puis à Vecpiebalga en 1867 où ils se marient l'année suivante. Il décède en 1875. Elle devient enseignante à Riga et dirige l’internat de l’Association des Lettons de Riga. Elle revient à Vecpiebalga en 1889 et s'installe avec sa fille Milda Sliede jusqu'à sa mort le 23 octobre 1913.

### Activisme
La première discussion sur les droits des femmes en Lettonie commence en 1870 dans les pages du Baltijas Vēstnesis après la publication d'un article intitulé "Piektdienas vakara" (Le vendredi soir) signé par un certain Garrs. Il s'y moque des femmes : « un homme est et sera toujours plus intelligent qu'une femme, et plus sa barbe est épaisse, plus son esprit est fort ». Kronvalde rédige une réponse intitulé « Pour un esprit digne » appelant à « l'égalité des droits des femmes dans les domaines de l'éducation, à la fin des restrictions à la liberté personnelle des femmes et à un éveil intellectuel général des femmes et de la nation dans son ensemble »,.